# The Man from Death Valley
Pour plus de détails, voir Fiche technique et Distribution.
The Man from Death Valley est un film américain réalisé par Lloyd Nosler, sorti en 1931.

## Synopsis
Dave, un cow-boy, arrive en ville pour rendre visite à sa fiancée Ann et la trouve fiancée au shérif local, Jeffries. Or Dave et son ami Hank ont entendu parler d'un plan pour cambrioler la banque de la ville. Dave arrive avant les bandits et vole l'argent. Dave est pris et emprisonné, mais Ann l'aide à s'échapper. On découvrira que Dave est un agent des services secrets qui a volé la banque dans le seul but de mettre l'argent à l'abri des bandits, et que Jeffries se révèle être le chef des bandits.

## Fiche technique
- Titre original : The Man from Death Valley
- Réalisation : Lloyd Nosler
- Scénario : Lloyd Nosler, G. A. Durlam
- Photographie : Archie Stout
- Montage : Arthur A. Brooks
- Production : Trem Carr
- Société de production : Monogram Pictures
- Société de distribution : Monogram Pictures
- Pays de production :  États-Unis
- Langue originale : anglais
- Format : Noir et blanc — son mono
- Genre : Western
- Durée : 61 minutes
- Dates de sortie : États-Unis : 9 septembre 1931

## Distribution
- Tom Tyler : Dave
- John Oscar : Hank
- Gino Corrado : Ortego
- Stanley Blystone : Shérif Jefferies
- Betty Mack : Ann
- Si Jenks : l'employé de la banque